# Горње Трњане
Горње Трњане је насељено место града Лесковца у Јабланичком округу. Према попису из 2022. било је 200 становника.

## Положај села
Горње Трњане налази се западно од Лесковца испод брда Било које је смештено јужно од насеља а поред Шуманског пута. Због оваквог положаја називају га и „Трњане под рид”.

## Воде
Кроз атар села протиче текућица Мала бара која се улива у Голему бару у атару села Д. Трањана. Голема бара састављена је од вода које истичу из Влашке баре или Влашког рита који се налазу у атару Горњег Трњана. На саставу ових потока постојало је сеоско пераљиште (жене на том делу прале рубље) и „топило” где се топила конопља. У неким извроима оно се наводи и као „горњотрњанско топило”.
У атару села постоји неколико извора или кладенаца. Њих мештани користе као изворе пијаће воде. Налазе се на локалитетима Цер, Чукар, Голема страна и Јасика. У селу постоји мали број бунара.

## Демографија
У насељу Горње Трњане живи 192 пунолетна становника, а просечна старост становништва износи 38,1 година (36,8 код мушкараца и 39,4 код жена). У насељу има 60 домаћинстава, а просечан број чланова по домаћинству је 4,17.
Ово насеље је великим делом насељено Србима (према попису из 2002. године).
|             | \| Демографија[1] \| Демографија[1] \| Демографија[1] \| \| Година \| Становника \| Становника \| \| -------------- \| -------------- \| -------------- \| \| 1948. \| 245 \| \| \| 1953. \| 256 \| \| \| 1961. \| 244 \| \| \| 1971. \| 241 \| \| \| 1981. \| 256 \| \| \| 1991. \| 228 \| 228 \| \| 2002. \| 250 \| 256 \| \| 2011. \| 215 \| \| \| 2022. \| 200 \| \| |            |
| Демографија | |            |
| Година      | Становника | Становника |
| 1948.       | 245 |            |
| 1953.       | 256 |            |
| 1961.       | 244 |            |
| 1971.       | 241 |            |
| 1981.       | 256 |            |
| 1991.       | 228 | 228        |
| 2002.       | 250 | 256        |
| 2011.       | 215 |            |
| 2022.       | 200 |            |

| Етнички састав према попису из 2002.‍ | Етнички састав према попису из 2002.‍ | Етнички састав према попису из 2002.‍ | Етнички састав према попису из 2002.‍ | Етнички састав према попису из 2002.‍ |
| ------------------------------------ | ------------------------------------ | ------------------------------------ | ------------------------------------ | ------------------------------------ |
|                                      |                                      |                                      |                                      |                                      |
| Срби                                 | Срби                                 |                                      | 247                                  | 98,8%                                |
| непознато                            | непознато                            |                                      | 3                                    | 1,2%                                 |

| Година пописа     | 1948. | 1953. | 1961. | 1971. | 1981. | 1991. | 2002. |
| ----------------- | ----- | ----- | ----- | ----- | ----- | ----- | ----- |
| Број домаћинстава | 41    | 43    | 47    | 53    | 56    | 55    | 60    |

| Број чланова      | 1 | 2 | 3 | 4  | 5  | 6  | 7 | 8 | 9 | 10 и више | Просек |
| ----------------- | - | - | - | -- | -- | -- | - | - | - | --------- | ------ |
| Број домаћинстава | 6 | 8 | 6 | 10 | 13 | 15 | 1 | 1 | 0 | 0         | 4,17   |

| Пол    | Укупно | Неожењен/Неудата | Ожењен/Удата | Удовац/Удовица | Разведен/Разведена | Непознато |
| ------ | ------ | ---------------- | ------------ | -------------- | ------------------ | --------- |
| Мушки  | 97     | 15               | 69           | 11             | 2                  | 0         |
| Женски | 104    | 15               | 69           | 18             | 2                  | 0         |
| УКУПНО | 201    | 30               | 138          | 29             | 4                  | 0         |

| Пол    | Укупно                    | Пољопривреда, лов и шумарство | Рибарство                            | Вађење руде и камена | Прерађивачка индустрија       |
| ------ | ------------------------- | ----------------------------- | ------------------------------------ | -------------------- | ----------------------------- |
| Мушки  | 69                        | 48                            | 0                                    | 0                    | 8                             |
| Женски | 64                        | 51                            | 0                                    | 0                    | 10                            |
| УКУПНО | 133                       | 99                            | 0                                    | 0                    | 18                            |
| Пол    | Производња и снабдевање   | Грађевинарство                | Трговина                             | Хотели и ресторани   | Саобраћај, складиштење и везе |
| Мушки  | 0                         | 1                             | 7                                    | 1                    | 3                             |
| Женски | 0                         | 0                             | 1                                    | 1                    | 0                             |
| УКУПНО | 0                         | 1                             | 8                                    | 2                    | 3                             |
| Пол    | Финансијско посредовање   | Некретнине                    | Државна управа и одбрана             | Образовање           | Здравствени и социјални рад   |
| Мушки  | 0                         | 0                             | 1                                    | 0                    | 0                             |
| Женски | 0                         | 0                             | 0                                    | 0                    | 0                             |
| УКУПНО | 0                         | 0                             | 1                                    | 0                    | 0                             |
| Пол    | Остале услужне активности | Приватна домаћинства          | Екстериторијалне организације и тела | Непознато            | Непознато                     |
| Мушки  | 0                         | 0                             | 0                                    | 0                    | 0                             |
| Женски | 1                         | 0                             | 0                                    | 0                    | 0                             |
| УКУПНО | 1                         | 0                             | 0                                    | 0                    | 0                             |

## Привреда
Највећи број мештана бави се земљорадњом. Гаје се пшеница, кукуруз, кромпир, паприка и бостан. Поред овога постоје и површине под воћем.
Стока се углавном гаји како би подмирила потребе становништва. Вишак сточарских и земљорадничких производа носи се и продаје пазарним даном у Лесковцу. Мештани су се раније бавили рабаџилуком и препродајом стоке. Раније, када је било више стоке било је и појата ван села.
Раније је у селу радило неколико занатлија: кројача, зидара, ковача и ужара.
Становници су се некада бавили и приватним пословима шпедитера, вуновлачара, зидара, најамних радника итд.